# Lista de singles número um na Gaon Digital Chart em 2012
Esta é uma lista de canções que atingiram o número um da tabela musical Gaon Digital Chart em 2012. A lista é publicada pela Gaon Music Chart em periodicidade semanal (com dados coletados de domingo a sábado), mensal e anual. A lista refere-se a um gráfico que classifica as canções com o melhor desempenho na Coreia do Sul. Os dados são coletados pela Korea Music Content Association.
Abaixo estão listados os singles que alcançaram as melhores posições nas paradas semanais e mensais do ano vigente:

## Histórico semanal

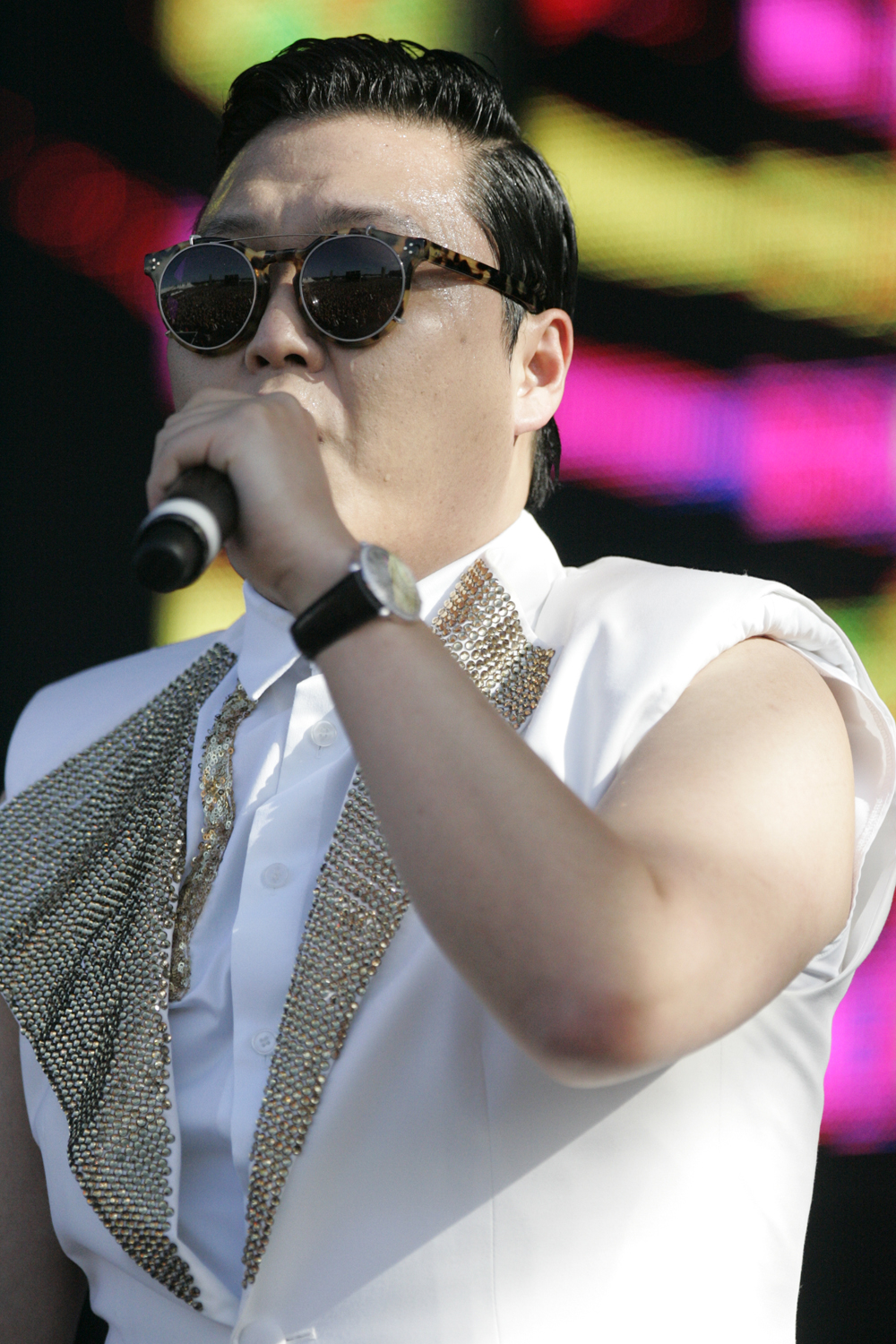
Psy obteve a canção de melhor desempenho do ano com "Gangnam Style".

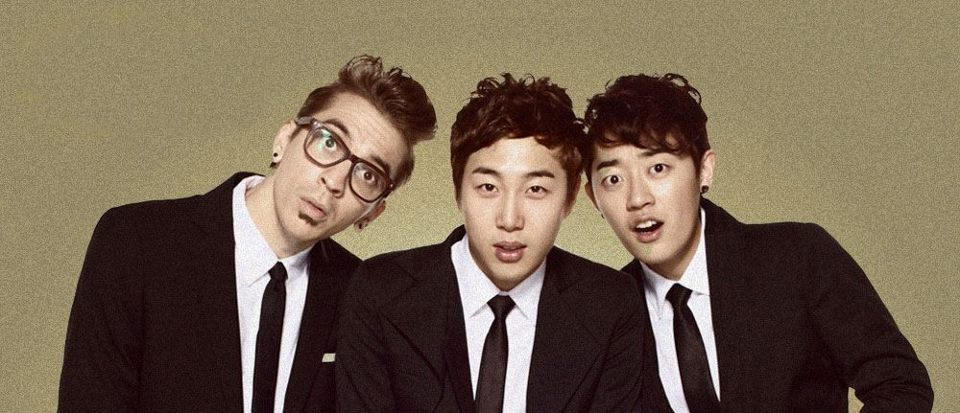
Busker Busker conquistou duas canções número um em 2012, com "Cherry Blossom Ending" e "If You Really Love Me".

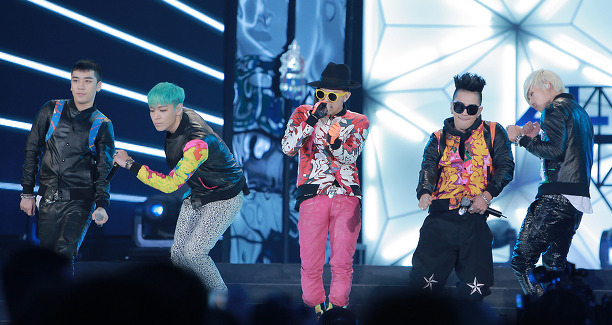
Big Bang obteve dois singles mensais em número um. O maior número de singles para um artista em 2012.

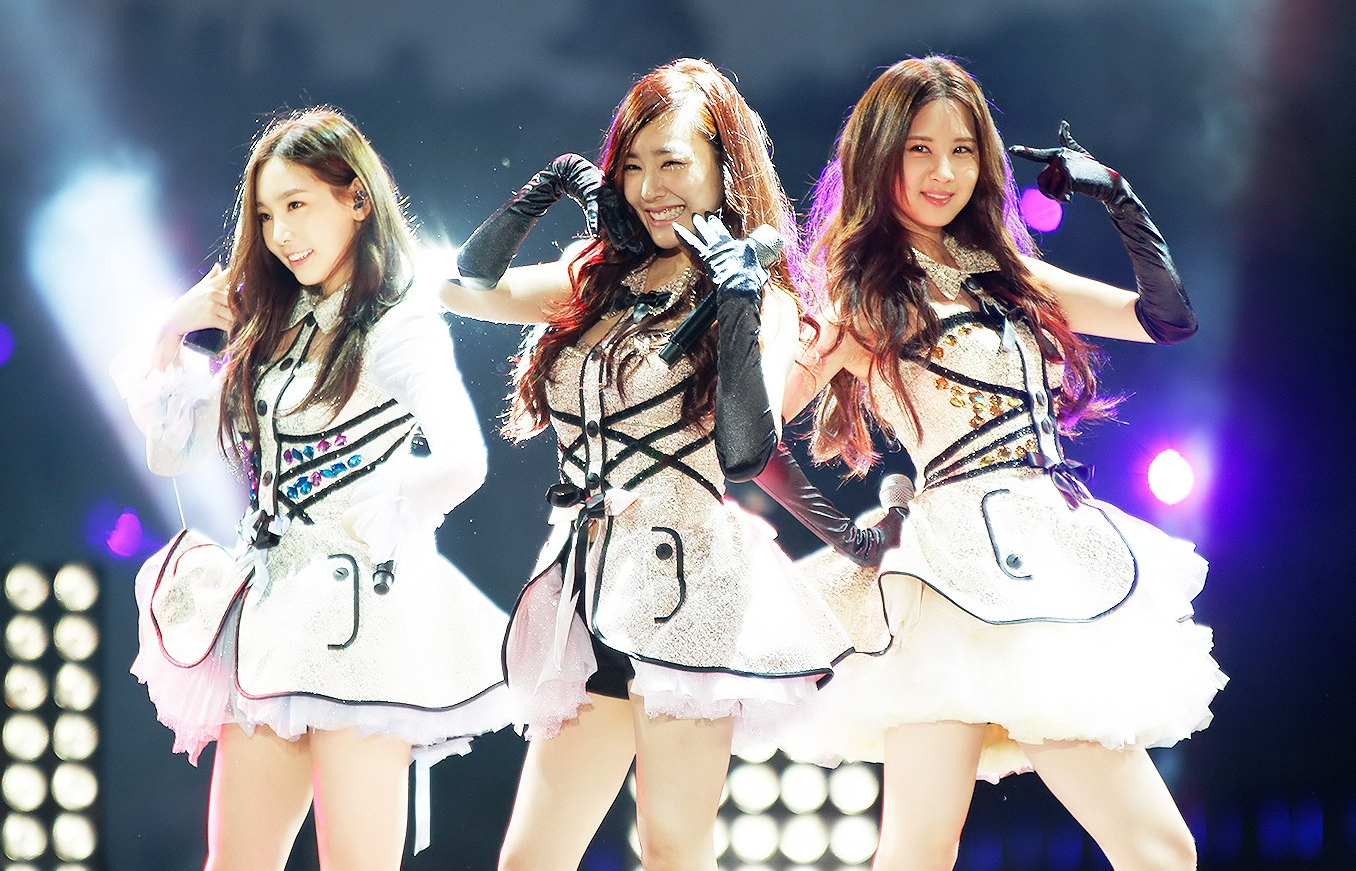
"Twinkle" do Girls' Generation-TTS obteve a melhor performance de maio.

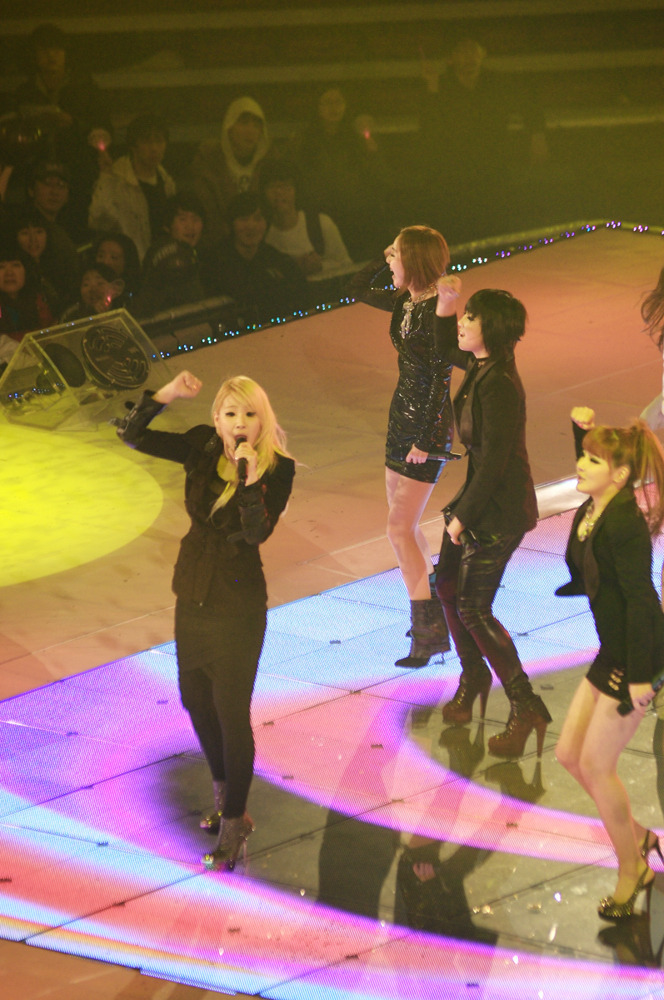
"I Love You" do 2NE1' obteve a melhor performance de julho.

| † | Indica o single de melhor desempenho de 2012 |

| Semana de       | Canção                                               | Artista(s)                                                     | Total de downloads |
| --------------- | ---------------------------------------------------- | -------------------------------------------------------------- | ------------------ |
| 7 de janeiro    | "Lovey-Dovey"                                        | T-ara                                                          | 540,458            |
| 14 de janeiro   | "The Story of a Tall Bachelor" (키 큰 노총각 이야기) | Jeong Jun-ha                                                   | 623,496            |
| 21 de janeiro   | "Lovey-Dovey"                                        | T-ara                                                          | 354,144            |
| 28 de janeiro   | "I Knew It" (이럴 줄 알았어)                         | Beast                                                          | 372,501            |
| 4 de fevereiro  | "When I Can't Sing" (내가 노래를 못해도)             | Se7en                                                          | 493,651            |
| 11 de fevereiro | "Back in Time" (시간을 거슬러)                       | Lyn                                                            | 353,903            |
| 18 de fevereiro | "I Need You" (니가 필요해)                           | K.Will                                                         | 396,678            |
| 25 de fevereiro | "Blue"                                               | Big Bang                                                       | 833,233            |
| 3 de março      | "Blue"                                               | Big Bang                                                       | 537,161            |
| 10 de março     | "Blue"                                               | Big Bang                                                       | 348,535            |
| 17 de março     | "I Wonder If You Hurt Like Me" (너도 나처럼)         | 2AM                                                            | 662,901            |
| 24 de março     | "Sherlock (Clue + Note)"                             | Shinee                                                         | 520,204            |
| 31 de março     | "Hey You"                                            | CN Blue                                                        | 350,176            |
| 7 de abril      | "Cherry Blossom Ending" (벚꽃 엔딩)                  | Busker Busker                                                  | 522,232            |
| 14 de abril     | "Cherry Blossom Ending" (벚꽃 엔딩)                  | Busker Busker                                                  | 358,823            |
| 21 de abril     | "Alone" (나 혼자)                                    | Sistar                                                         | 447,718            |
| 28 de abril     | "Alone" (나 혼자)                                    | Sistar                                                         | 323,422            |
| 5 de maio       | "Twinkle"                                            | Girls' Generation-TTS                                          | 604,870            |
| 12 de maio      | "Voice" (목소리)                                     | Baek Ji-young com participação de Gary do Leessang             | 529,920            |
| 19 de maio      | "Every End of the Day" (하루 끝)                     | IU                                                             | 415,891            |
| 26 de maio      | "Every End of the Day" (하루 끝)                     | IU                                                             | 275,146            |
| 2 de junho      | "Twinkle"                                            | Girls' Generation-TTS                                          | 163,646            |
| 9 de junho      | "Monster"                                            | Big Bang                                                       | 757,501            |
| 16 de junho     | "Electric Shock"                                     | f(x)                                                           | 630,510            |
| 23 de junho     | "If You Really Love Me" (정말로 사랑한다면)          | Busker Busker                                                  | 388,510            |
| 30 de junho     | "If You Really Love Me" (정말로 사랑한다면)          | Busker Busker                                                  | 388,784            |
| 7 de julho      | "Loving U"                                           | Sistar                                                         | 440,960            |
| 14 de julho     | "I Love You"                                         | 2NE1                                                           | 469,850            |
| 21 de julho     | "Gangnam Style" (강남스타일)†                        | Psy                                                            | 816,868            |
| 28 de julho     | "Gangnam Style" (강남스타일)†                        | Psy                                                            | 473,372            |
| 4 de agosto     | "Gangnam Style" (강남스타일)†                        | Psy                                                            | 333,592            |
| 11 de agosto    | "Gangnam Style" (강남스타일)†                        | Psy                                                            | 289,995            |
| 18 de agosto    | "Gangnam Style" (강남스타일)†                        | Psy                                                            | 261,797            |
| 25 de agosto    | "I Need You"                                         | Huh Gak com participação de Zia                                | 365,872            |
| 1 de setembro   | "All for You"                                        | Jung Eun-ji e Seo In-guk                                       | 409,284            |
| 8 de setembro   | "That XX" (그 XX)                                    | G-Dragon                                                       | 428,762            |
| 15 de setembro  | "All for You"                                        | Jung Eun-ji and Seo In-guk                                     | 280,745            |
| 22 de setembro  | "Memory of the Wind" (바람기억)                      | Naul                                                           | 452,899            |
| 29 de setembro  | "Memory of the Wind" (바람기억)                      | Naul                                                           | 432,591            |
| 6 de outubro    | "Memory of the Wind" (바람기억)                      | Naul                                                           | 244,051            |
| 13 de outubro   | "It's Cold"                                          | Epik High com participação de Lee Hi                           | 532,868            |
| 20 de outubro   | "Becoming Dust" (먼지가 되어)                        | Jung Joon Young e Roy Kim                                      | 525,881            |
| 27 de outubro   | "Ice Cream"                                          | Hyuna                                                          | 454,650            |
| 3 de novembro   | "1, 2, 3, 4"                                         | Lee Hi                                                         | 667,549            |
| 10 de novembro  | "1, 2, 3, 4"                                         | Lee Hi                                                         | 351,747            |
| 17 de novembro  | "1, 2, 3, 4"                                         | Lee Hi                                                         | 237,719            |
| 24 de novembro  | "Return" (되돌리다)                                  | Lee Seung-gi                                                   | 420,958            |
| 1 de dezembro   | "Return" (되돌리다)                                  | Lee Seung-gi                                                   | 480,759            |
| 8 de dezembro   | "Return" (되돌리다)                                  | Lee Seung-gi                                                   | 301,153            |
| 15 de dezembro  | "Because It's Christmas" (크리스마스니까)            | Sung Si-kyung, Park Hyo-shin, Lee Seok-hoon, Seo In-guk e VIXX | 272,901            |
| 22 de dezembro  | "You Are Attractive" (매력있어)                      | Akdong Musician                                                | 226,223            |
| 29 de dezembro  | "Dancing Queen"                                      | Girls' Generation                                              | 263,376            |

## Histórico mensal
| Mês       | Canção                  | Artista(s)                 | Pontos agregados | Total de downloads | Posição de fim de ano | Ref    |
| --------- | ----------------------- | -------------------------- | ---------------- | ------------------ | --------------------- | ------ |
| Janeiro   | "Lovey-Dovey"           | T-ara                      | 142,691,767      | 1,903,727          | 7                     | [ 6 ]  |
| Fevereiro | "Blue"                  | Big Bang                   | 102,380,663      | 1,351,429          | 10                    | [ 7 ]  |
| Março     | "Fantastic Baby"        | Big Bang                   | 105,296,671      | 1,229,518          | 5                     | [ 8 ]  |
| Abril     | "Cherry Blossom Ending" | Busker Busker              | 169,546,447      | 1,570,146          | 2                     | [ 9 ]  |
| Maio      | "Twinkle"               | Girls' Generation-TTS      | 119,415,981      | 997,122            | 11                    | [ 10 ] |
| Junho     | "Like This"             | Wonder Girls               | 138,592,996      | 1,444,339          | 18                    | [ 11 ] |
| Julho     | "I Love You"            | 2NE1                       | 151,627,608      | 1,522,263          | 6                     | [ 12 ] |
| Agosto    | "Gangnam Style" †       | Psy                        | 150,855,485      | 1,280,050          | 1                     | [ 13 ] |
| Setembro  | "All for You"           | Jung Eun-ji and Seo In-guk | 113,858,049      | 1,037,911          | 8                     | [ 14 ] |
| Outubro   | "Bloom"                 | Gain                       | 115,479,048      | 1,182,829          | 42                    | [ 15 ] |
| Novembro  | "1, 2, 3, 4"            | Lee Hi                     | 132,391,547      | 1,210,297          | 23                    | [ 16 ] |
| Dezembro  | "Return"                | Lee Seung-gi               | 110,364,099      | 896,196            | 37                    | [ 17 ] |